# Dżołaman Szarszenbekow
Dżołaman Nazarbekowicz Szarszenbekow (kirg. Жоламан Назарбекович Шаршенбеков; ur. 29 września 1999) – kirgiski zapaśnik walczący w stylu klasycznym. Dwukrotny olimpijczyk. Brązowy medalista z Paryża 2024 w kategorii 60 kg, a także siódmy w Tokio 2020 w tej samej wadze.
Złoty medalista mistrzostw świata w 2022 i 2023; srebrny w 2018 i 2021. Wygrał indywidualny Puchar Świata w 2020. Triumfator igrzysk azjatyckich w 2022. Mistrz Azji w 2022, 2023 i 2024; wicemistrz w 2018 i 2020. Triumfator igrzysk solidarności islamskiej w 2021. 
Wicemistrz świata U-23 w 2019. Mistrz Azji U-23 w 2019. Srebrny medalista MŚ juniorów w 2017 i mistrzostw Azji juniorów w 2017 roku.